# Svätoplukovo
Svätoplukovo est un village de Slovaquie situé dans la région de Nitra.

## Histoire
Première mention écrite du village en 1386.

## Démographie

### Évolution de la population
| Année:               | 1994. | 2004.   | 2014.   | 2024.    |
| -------------------- | ----- | ------- | ------- | -------- |
| Nombre de personnes: | 1275  | 1308    | 1331    | 1469     |
| Différence:          |       | +2,58 % | +1,75 % | +10,36 % |

| Année:               | 2023. | 2024.   |
| -------------------- | ----- | ------- |
| Nombre de personnes: | 1473  | 1469    |
| Différence:          |       | -0,27 % |